# سيجي كوغا
سيجي كوغا (باليابانية: 古賀 誠史) (7 أغسطس 1979 في فوكوكا في اليابان – )؛ هو لاعب كرة قدم ياباني سابق كان يلعب كلاعب وسط.

## وصلات خارجية
- سيجي كوغا على موقع رابطة كرة القدم اليابانية للمحترفين (اليابانية)
- سيجي كوغا على موقع قاعدة بيانات كرة القدم.إي يو (الإنجليزية)
- سيجي كوغا على موقع Soccerway.com (الإنجليزية)
- سيجي كوغا على موقع عالم كرة القدم.نت (الإنجليزية)